# Парфе Манданда
Парфе Манданда (фр. Parfait Mandanda, нар. 10 жовтня 1989, Невер) — французький і конголезький футболіст, воротар бельгійського «Шарлеруа» і національної збірної Демократичної Республіки Конго. На правах оренди грає в США за «Гартфорд Атлетик».

## Клубна кар'єра
Народився 10 жовтня 1989 року в місті Невер, Франція. Вихованець юнацьких команд футбольних клубів «Кан» та «Бордо».
З 2008 року його почали заявляти за головну команду «Бордо», однак у дорослому футболі дебютував наступного року виступами на правах оренди за «Бове Уаз».
Протягом 2010–2011 років грав у Туреччині за «Алтай», після чого уклав контракт із бельгійським «Шарлеруа». У сезонах 2012/13 і 2013/14 був основним воротарем команди, після чого був витіснений зі стартового складу і залишався резервним голкіпером.
У першій половині 2019 року на правах оренди грав у Румунії за «Динамо» (Бухарест).
На сезон 2020 року був орендований командою USL, другого за силою футбольного дивізіону США, «Гартфорд Атлетік».

## Виступи за збірні
2007 року провів одну гру за молодіжну збірну Франції.
2008 року дебютував в офіційних матчах у складі національної збірної Демократичної Республіки Конго.
У складі цієї збірної був учасником Кубка африканських націй 2013 року у ПАР, Кубка африканських націй 2015 року в Екваторіальній Гвінеї та Кубка африканських націй 2019 року в Єгипті.

## Титули і досягнення
- Бронзовий призер Кубка африканських націй: 2015